# Moja Mañana
Moja Mañana – singel Krzysztofa "K.A.S.Y." Kasowskiego promujący album Reinalda "Reia" Ceballo i zespołu Calle Sol pt. Perro volando, który ukazywał się 11 czerwca 2001 nakładem firmy BMG Poland. Zawiera tylko jeden utwór pod tym samym tytułem. Do utworu został nakręcony teledysk.
Utwór ten jest zaaranżowaną przez Ceballo wersją utworu pod tym samym tytułem, który ukazywał się na albumie K.A.S.Y. pt. Maczo? z 2000 roku.

## Lista utworów
Opracowano na podstawie materiału źródłowego
1. Moja Mañana - 3:47

## Twórcy
- Krzysztof Kasowski - śpiew, muzyka, tekst
- Marita Albán Juárez, Agnieszka Deska, Anna Patynek, Alfredo Level Monaco - chórki
- zespół Calle Sol w składzie:
  - Rei Ceballo - cowbell, aranżacja, producent
  - Piotr "Ziarek" Ziarkiewicz, Marcin "Olo" Ołówek - trąbki
  - Dariusz "Struś" Plichta - puzon
  - Marcin Gańko - saksofon altowy
  - Radosław Nowicki - saksofon tenorowy
  - Paweł "Mrówka" Mazurczak - kontrabas elektryczny
  - José Manuel Albán Juárez - timbalesy, perkusja, chórki
  - Mikołaj "Miki" Wielecki - kongi
- Rafał Grunt - projekt graficzny okładki
- Maria Zbąska - zdjęcia na okładce